# Deuteronomos lissochila
Deuteronomos lissochila là một loài bướm đêm trong họ Geometridae.